# Janvier 1971

## Événements
- Informatique : le journaliste Don Hoefler utilise pour la première fois le terme de Silicon Valley dans une série d'articles d'Electronic News.
- Chili :
  - Nationalisation des premières banques et des premières industries (fabrique de ciment, mines de fer et de salpêtre).
  - Accélération de la réforme agraire : la plus grande propriété du pays (730 000 ha) est expropriée. En un an, l’Unité populaire exproprie autant que le gouvernement de Frei en six ans.

- 1er janvier : 
  - Révision constitutionnelle en Suède. Introduction du monocaméralisme[1].
  - 1 833 supermarchés et hypermarchés en France.

- Mardi 5 janvier, France : remaniement ministériel.

- 7 janvier : 
  - France : remaniement ministériel. Création du ministère de la Protection de la Nature et de l'Environnement.
  - Honduras : répondant aux appels pressant du patronat et des syndicats, les deux partis dominant signent un accord politique d’union nationale, le pacto, scellant leur volonté de gouverner ensemble. Le régime d’union nationale issu des élections est de courte durée et n’engage aucune réforme.
  - Égypte  : Om Kalsoum chante pour la première fois depuis la mort de Nasser. Au cinéma Qasr Al-Nil, elle interprète Al Hubbi Kulluh (Tout l'Amour) et Wu Darit al-Ayyam (Les Jours ont Tourné). Dans le dernier couplet de la seconde chanson, son chant est interrompu par ses pleurs, auxquels le public rendra un hommage vibrant. Cette version deviendra plus tard la version "triste" (al-hazina)[2]
  - 8 janvier, Uruguay : les Tupamaros enlèvent l'ambassadeur du Royaume-Uni Geoffrey Jackson. Devant les violences redoublées des Tupamaros, l’armée intervient pour remettre de l’ordre.

- Lundi 11 janvier, Manche : le pétrolier panaméen Texaco Caribbean est éperonné par un cargo péruvien en faute de navigation. Le Texaco Caribbean explose, se brise et coule en faisant 8 morts et des dégâts environnementaux importants (600 tonnes de combustibles).

- Jeudi 14 janvier, France : la chambre criminelle de la cour suprême rend deux arrêts qui contre Jean-Marie Le Pen pour l’édition d’un disque intitulé « Le IIIe, Reich. Voix et chants de la révolution allemande », dans lequel figurent « un hymne du parti nazi » et l'expression « Vive Hitler ».

- 15 janvier : exécution par fusillade sur la place publique à Bafoussam de Ernest Ouandie dernier leader de Union des populations du Cameroun[3].

- Samedi 16 janvier, Pologne : au chantier naval de Gdansk, les ouvriers présentent une liste de revendications. Entre autres, ils veulent que les syndicats ne soient plus liés au parti, ils réclament la libération de toutes les personnes arrêtées et l'attribution d'une pension pour les familles des victimes.

- Lundi 18 janvier, Allemagne de l'Ouest : Inauguration du nouveau Reichstag après quatre années de reconstruction de 1967. De l'ancien Reichstag construit par l'architecte Wallot, seules les façades ont été conservées. Mais il ne servira pas, car ni le Bundestag (Parlement fédéral), ni la Volkskammer (Chambre du peuple de la RDA) n'ont le droit de s'y réunir, tant que l'Allemagne ne sera pas réunifiée.

- Vendredi 22 janvier, Pologne : grève au chantier naval de Szczecin. Le comité de grève présente des revendications d'ordre politique, demande la visite de Edward Gierek. La grève s'étend à d'autres entreprises de Szczecin.

- Dimanche 24 janvier, Pologne : au chantier naval de Szczecin, les négociations sont menées directement par le président Edward Gierek, le premier ministre  et le ministre de la défense. Une délégation du gouvernement arrive avec à sa tête E. Gierek, le premier ministre P. Janoszewicz et le ministre de la défense Wojciech Jaruzelski. Le pouvoir accepte certaines revendications : Levées de toutes les sanctions et indemnisation des familles des victimes. Nouvelles élections pour le pari communiste dans l'entreprise et pour le syndicat, élections contrôlées par la comité de grève.

- Lundi 25 janvier:
  - États américains : première réunion extraordinaire du Conseil permanent de l'organisation des États américains.
  - Ouganda :  le général Idi Amin Dada renverse le président Milton Obote en Ouganda.
  - Pologne : grève au chantier naval de Gdansk.

- Vendredi 29 janvier, France : présentation de la collection « Libération » d'Yves Saint Laurent, « la collection du sandale ».
- Dimanche 31 janvier, États-Unis : lancement de la mission Apollo 14, jusqu'au 9 février

## Naissances
- 1er janvier : Chris Potter, saxophoniste de jazz américain.
- 4 janvier : Jun'ichi Kakizaki, artiste, sculpteur et botaniste japonais.
- 7 janvier : Jeremy Renner, acteur et chanteur américain.
- 8 janvier : Géraldine Pailhas, actrice française.
- 9 janvier : 
  - Anna Brzezińska, athlète polonaise et néo-zélandaise.
  - Marc Houtzager, cavalier néerlandais.
  - Christoph Sieber, skipper autrichien.
  - Yolanda Soler, judokate espagnole.
  - Scott Thornton, hockeyeur professionnel canadien.
- 10 janvier : Theuns Jordaan, chanteur sud-africain († 17 novembre 2021).
- 11 janvier : Mary J. Blige, chanteuse américaine.
- 15 janvier : Regina King, actrice et productrice américaine.
- 17 janvier : 
  - Sylvie Testud, actrice française.
  - Lil Jon, rappeur producteur, entrepreneur et disc jockey américain.
- 18 janvier :
  - Arnaud Binard, acteur français.
  - Christian Fittipaldi, pilote automobile brésilien.
  - Pep Guardiola : entraîneur (Bayern Munich) et ancien footballeur espagnol.
- 19 janvier : Zanele Situ, athlète sud-africaine († 2 novembre 2023).
- 25 janvier : Luca Badoer, pilote automobile italien.
- 26 janvier : Jean-Francois Perreault, avocat,fiscaliste canadien
- 29 janvier : Manuel Caballero, matador espagnol.

## Décès
- 7 janvier : Marie Gérin-Lajoie, féministe (° 9 juin 1890).
- 10 janvier : Coco Chanel, créatrice de mode, française (° 19 août 1883).
- 17 janvier : Philippe Thys, premier coureur cycliste triple vainqueur du Tour de France, belge (° 8 octobre 1889).
- 27 janvier : Jacobo Arbenz Guzmán, président du Guatemala de 1951 à 1954 (° 14 septembre 1913).